# لوسیندا ویلیامز
لوسیندا ویلیامز (انگلیسی: Lucinda Williams؛ زادهٔ ۲۶ ژانویهٔ ۱۹۵۳) خواننده و ترانه‌سرای سبک‌های کانتری، راک، بلوز و فولک اهل ایالات متحده آمریکاست. او از سال ۱۹۷۸ میلادی تاکنون مشغول فعالیت بوده و برندهٔ سه جایزه گرمی شده‌است.